# 伍守阳
伍守阳（1573年-1644年?），字端阳，号冲虚子，江西南昌辟邪里人，一说吉安人，全真教龙门派第八代传人，伍柳派创始人。
本为儒生，兼通佛学。曾得全真教高道曹还阳“仙佛合宗全旨”，又师李泥丸，赵真嵩、王昆阳。明朝晚期，伍守阳，因谈吐不凡，道行卓著，得皇室敬重，被万历皇帝封为吉王国师、维摩大夫、季子三教逸民。明熹宗天启元年，伍守阳在京都白云观主持刊行《道藏》。后隐居王屋山，传授内丹术给柳华阳后不知所踪。
伍守阳曾遍考仙圣之书，人称其“由儒悟道、因道证果”，著有《天仙正理》、《仙佛合宗》。柳华阳著有《金仙正论》、《慧命经》。后人把此四书合刻，称为《伍柳仙宗》。
伍守阳主张修道之人在修仙道之前，必须先修“人道”。因为修道之人必于人道中先修纯德，方如他说：“后来修士，必于人道中先修纯德。人道中者，即五伦之事也。君当忠而忠，亲当孝而孝，兄长当顺而顺，朋友当信而信，谓之纯德。高真上圣皆言传得其人身有功者，当传于有德之人也。” “天所秘，是秘之不传无德，以传有德也。人与天相隔甚远，人德合天，则与天为一矣，故传与。以如是，德之不修以合天，则不能得传也。”